# Амритрадж, Виджай
Виджай Амритрадж (там. விஜய் அம்ரித்ராஜ், хинди विजय अमृतराज, англ. Vijay Amritraj; р. 14 декабря 1953, Мадрас) — индийский профессиональный теннисист, актёр и спортивный комментатор, брат Ананда и Ашока Амритраджа.
- Победитель 16 турниров туров Гран-При и WCT в одиночном разряде
- Победитель 13 турниров Гран-При и WCT в парном разряде, включая итоговый турнир WCT 1977 года
- Финалист Кубка Дэвиса 1974 и 1987 года в составе сборной Индии
- Лауреат премий Падма Шри (1983) и Арджуна (1974)
- Член Международного зала теннисной славы (2024)
- Пятикратный председатель Совета игроков АТР-тура

## Биография
Виджай Амритрадж родился в конце 1953 года в Мадрасе в семье Роберта Амритраджа и Мэгги Дхайриам. Виджай и его братья учились в тамильской школе Дон Боско в Мадрасе, а затем в иезуитском Колледже Лойолы, также в Мадрасе. Впоследствии и Виджай, и два его брата занимались профессиональным теннисом.
В 1974 году Виджай стал лауреатом индийской премии Арджуна, вручаемой за спортивные достижения, в 1983 году — лауреатом премии Падма Шри, одной из самых престижных наград страны, в области спорта, а в 1988 году был удостоен чести принять участие в эстафете Олимпийского огня. В 2001 году он был назначен Посланником мира при ООН, посвятив несколько лет борьбе с наркотиками и СПИДом в мире. В 2006 году он основал Фонд Виджая Амритраджа, гуманитарную организацию, занимающуюся помощью «жертвам болезней, трагедий и обстоятельств» в Индии.
После окончания спортивной карьеры Виджай ведёт спортивные трансляции с крупнейших теннисных соревнований для каналов ESPN Stars и Fox Sports. Он основал в своём родном Мадрасе (в настоящее время Ченнай) первую в Индии теннисную академию. Выпускниками Академии Британия-Амритрадж в частности являются такие теннисисты, как Леандер Паес и Рохит Раджпал. С 1989 года он пять раз избирался председателем Совета игроков Ассоциации теннисистов-профессионалов (АТР). В 2024 году избран в Международный зал теннисной славы за заслуги в качестве комментатора и промоутера.
Жена Виджая, Шьямала, — тамилка с Цейлона. У них двое сыновей. Один из сыновей Виджая, Пракаш Амритрадж, как и его племянник, сын Ананда Амритраджа Стивен, выступает в профессиональных теннисных турнирах.

## Теннисная карьера
Первые годы теннисной карьеры Виджая Амритраджа пришлись на начало Открытой эры, что позволило ему с самого начала, в 1970 году, участвовать в профессиональных теннисных турнирах. В этом же году он начал и выступления за сборную Индии в Кубке Дэвиса, поучаствовав в победах над командами Пакистана и Шри-Ланки.
В 1973 году Амритрадж выиграл свои первые турниры в туре Гран-при (в том числе взяв в Бреттон-Вудс верх над Джимми Коннорсом, уже в то время одним из лидеров мирового тенниса) и дошёл до четвертьфинала на Уимблдонском турнире и Открытом чемпионате США в одиночном разряде (на Уимблдоне он обыграл Оуэна Дэвидсона и уступил будущему чемпиону Яну Кодешу, а в Нью-Йорке победил Рода Лейвера перед тем, как проиграть Кену Розуоллу). По итогам сезона он стал первым теннисистом мира, удостоенным награды ATP в номинации «Прогресс года».
На следующий год Виджай с братом Анандом выиграл свой первый турнир в парном разряде, а на открытом чемпионате США повторил свой прошлогодний успех, победив на пути в четвертьфинал Бьорна Борга и снова проиграв Розуоллу — будущему финалисту. Он также сыграл центральную роль в успехе сборной Индии, дойдя с ней до финала Мировой группы Кубка Дэвиса. По дороге он по два раза выигрывал свои встречи в матчах с командами Японии, Австралии (принеся индийцам решающее очко в поединке с Бобом Гилтинаном) и СССР (в том числе обыграв с братом в парной встрече Александра Метревели и Теймураза Какулия). Однако ситуация сложилась так, что соперником индийцев в финале должна была стать сборная ЮАР, где в то время действовал режим апартеида, и индийская теннисная федерация приняла решение бойкотировать матч, так что южноафриканцы стали чемпионами без игры.
Ещё одного значительного успеха Виджай и Ананд достигли в 1976 году, когда дошли до полуфинала на Уимблдоне в парном разряде. Для этого им в первом же круге пришлось обыграть одну из лучших пар в мире — бывшую первую ракетку в парном разряде Боба Хьюитта и будущую первую ракетку Фрю Макмиллана. В полуфинале они уступили действующей первой ракетке мира Раулю Рамиресу и Брайану Готтфриду. На следующий год Виджай впервые выиграл парный титул без брата, завоевав с Диком Стоктоном звание чемпиона WCT в парном разряде.
До начала 1980-х годов Виджай Амритрадж регулярно выходил в финалы профессиональных турниров, в общей сложности выиграв до конца 1980 года 14 турниров в одиночном разряде и 10 в парах, а также проиграв 18 финалов (7 в одиночном и 11 в парном разряде). В это время, как и позже в первой половине следующего десятилетия он оставался бессменным лидером индийской сборной и лучшим теннисистом Азии, достигнув в 1980 году 16-го места в мировом рейтинге в одиночном и 23-го в парном разряде. В начале и конце 1980 года он дважды доходил до финалов наиболее престижных турниров тура World Championship Tennis, проиграв сначала Боргу, а потом Джону Макинрою. В 1981 году он в последний раз добрался до четвертьфинала турнира Большого шлема, победив в первом круге Уимблдона своего давнего обидчика Кодеша и проиграв потом Коннорсу.
В 80-е годы успехи Виджая стали более редкими, но он продолжал выступать вплоть до 1990 года, завоевав за десятилетие два титула в одиночном и три в парном разряде. Среди успехов этого десятилетия можно также отметить победу, одержанную над Джоном Макинроем — первой ракеткой мира на тот момент — в первом круге турнира в Цинциннати в 1984 году. Со сборной, за которую он провёл в общей сложности 73 игры, победив в 45 из них, Виджай Амритрадж во второй раз за карьеру дошёл в 1987 году до финала Кубка Дэвиса, выиграв по дороге пять встреч из семи против сборных Аргентины, Израиля и Австралии, но в финале индийцы не смогли противостоять шведам, за которых в те дни выступали Матс Виландер, Стефан Эдберг и Андерс Яррид, и проиграли всухую. В 1988 году 34-летний Виджай принял участие в первом после 50-летнего перерыва теннисном турнире на Олимпийских играх, проиграв в первом круге одиночного турнира Анри Леконту, а в паре с братом уступив во втором круге будущим бронзовым призёрам, Мечиржу и Шрейберу.
В последние годы Амритрадж участвует в турнирах ветеранов. Так, с 2008 года он регулярно играет в парном турнире ветеранов на Уимблдоне — сначала с Джином Майером, а позже с Джоном Фицджеральдом.

### Титулы на профессиональных турнирах за карьеру (29)

#### Одиночный разряд (16)
| №   | Дата        | Турнир                         | Покрытие | Соперник в финале | Счёт в финале            |
| --- | ----------- | ------------------------------ | -------- | ----------------- | ------------------------ |
| 1.  | 23 июл 1973 | Бреттон-Вудс, Нью-Гэмпшир, США | Грунт    | Джимми Коннорс    | 7-5, 2-6, 7-5            |
| 2.  | 21 окт 1973 | Нью-Дели, Индия                |          | Мэл Андерсон      | 6-4, 5-7, 8-9, 6-3, 11-9 |
| 3.  | 7 апр 1974  | Вашингтон, США                 | Хард     | Карл Майлер       | 6-4, 6-3                 |
| 4.  | 10 июн 1974 | Бекнем, Великобритания         | Трава    | Том Гормен        | 6-7, 6-2, 6-4            |
| 5.  | 18 авг 1975 | Колумбус, Огайо, США           | Хард     | Боб Лутц          | 6-4, 7-5                 |
| 6.  | 17 ноя 1975 | Калькутта, Индия               | Грунт    | Мануэль Орантес   | 7-5, 6-3                 |
| 7.  | 9 мар 1976  | Мемфис, Теннесси, США          | Ковёр    | Стэн Смит         | 6-2, 0-6, 6-0            |
| 8.  | 16 сен 1976 | Ньюпорт, Род-Айленд, США       | Трава    | Брайан Тичер      | 6-3, 4-6, 6-3, 6-1       |
| 9.  | 10 янв 1977 | Окленд, Новая Зеландия         | Трава    | Тим Уилкисон      | 7-6, 5-7, 6-1, 6-2       |
| 10. | 28 ноя 1977 | Бомбей, Индия                  | Грунт    | Терри Мур         | 7-6, 6-4                 |
| 11. | 25 сен 1978 | Мехико, Мексика                | Грунт    | Рауль Рамирес     | 6-4, 6-4                 |
| 12. | 19 ноя 1979 | Бомбей (2)                     | Грунт    | Петер Эльтер      | 6-1, 7-5                 |
| 13. | 7 июл 1980  | Ньюпорт (2)                    | Трава    | Эндрю Петтисон    | 6-1, 5-7, 6-3            |
| 14. | 17 ноя 1980 | Бангкок, Таиланд               | Ковёр    | Брайан Тичер      | 6-3, 7-5                 |
| 15. | 9 июл 1984  | Ньюпорт (3)                    | Трава    | Тим Майотт        | 3-6, 6-4, 6-4            |
| 16. | 16 июн 1986 | Бристоль, Великобритания       | Трава    | Анри Леконт       | 7-6, 1-6, 8-6            |

#### Парный разряд (13)
| №   | Дата        | Турнир                                | Покрытие | Партнёр          | Соперники в финале               | Счёт в финале      |
| --- | ----------- | ------------------------------------- | -------- | ---------------- | -------------------------------- | ------------------ |
| 1.  | 19 авг 1974 | Колумбус, Огайо, США                  | Хард     | Ананд Амритрадж  | Том Гормен Боб Лутц              | без игры           |
| 2.  | 16 ноя 1974 | Бомбей, Индия                         | Грунт    | Ананд Амритрадж  | Дик Крили Онни Парун             | 6-4, 7-6           |
| 3.  | 24 мар 1975 | Атланта, США                          | Ковёр    | Ананд Амритрадж  | Клифф Драйсдейл Марк Кокс        | 6-3, 6-2           |
| 4.  | 15 сен 1975 | Лос-Анджелес, США                     | Хард     | Ананд Амритрадж  | Клифф Драйсдейл Марти Риссен     | 7-6, 4-6, 6-4      |
| 5.  | 9 мар 1976  | Мемфис, Теннесси, США                 | Ковёр    | Ананд Амритрадж  | Марти Риссен Роско Таннер        | 6-3, 6-4           |
| 6.  | 4 мая 1977  | Итоговый турнир WCT, Нью-Йорк, США    | Ковёр    | Дик Стоктон      | Витас Герулайтис Адриано Панатта | 7-6, 7-6, 4-6, 6-3 |
| 7.  | 13 июн 1977 | Лондон (Queen’s Club), Великобритания | Трава    | Ананд Амритрадж  | Джон Ллойд Дэвид Ллойд           | 6-1, 6-2           |
| 8.  | 25 сен 1978 | Мехико, Мексика                       | Грунт    | Ананд Амритрадж  | Фред Макнейр Рауль Рамирес       | 6-4, 7-5           |
| 9.  | 10 мар 1980 | Роттердам, Нидерланды                 | Ковёр    | Стэн Смит        | Билл Сканлон Брайан Тичер        | 6-4, 6-3           |
| 10. | 17 мар 1980 | Франкфурт, ФРГ                        | Ковёр    | Стэн Смит        | Эндрю Петтисон Бутч Уолтс        | 6-7, 6-2, 6-2      |
| 11. | 30 ноя 1982 | Чикаго, США                           | Ковёр    | Ананд Амритрадж  | Майк Кэхилл Брюс Мэнсон          | 3-6, 6-2, 6-3      |
| 12. | 4 сен 1983  | Ньюпорт, Род-Айленд, США              | Трава    | Джон Фицджеральд | Тим Галликсон Том Галликсон      | 6-3, 6-4           |
| 13. | 7 июл 1986  | Ньюпорт (2)                           | Трава    | Тим Уилкисон     | Франсиско Гонсалес Эдди Эдвардс  | 4-6, 7-5, 7-6      |

### Участие в финальных матчах Кубка Дэвиса (2)

#### Поражения (2)
| №  | Год  | Место    | Команда                                                    | Соперник в финале                                  | Счёт             |
| 1. | 1974 |          | Индия                                                      | ЮАР                                                | без игры (отказ) |
| 2. | 1987 | Гётеборг | Индия А. Амритрадж, В. Амритрадж, Ш. Васудеван, Р. Кришнан | Швеция М.Виландер, Й. Нюстрем, С. Эдберг, А. Яррид | 0-5              |

## В кино и на телевидении
В отличие от брата Ашока, после девятилетней теннисной карьеры ставшего успешным кинопродюсером, Виджай Амритрадж, хотя и снимался в кино, не сделал это своей второй специальностью. Его кинодебютом стала в 1983 году небольшая роль в «Осьминожке» — одном из эпизодов бондианы. В 1986 году он стал одним из основных актёров в сериале «Последний участок» (англ. The Last Precinct) и регулярным участником шоу Якова Смирноффа «Ну что за страна!» (англ. What a Country!), а также появился в четвёртом полнометражном фильме из серии «Звёздный путь» в роли звёздного капитана. В 2001 году он снялся в небольшой роли в одном из эпизодов боевика-сериала «Крутой Уокер: правосудие по-техасски».
Помимо перечисленных ролей, Виджай Амритрадж снимался в ряде документальных и научно-популярных фильмов, как правило, в роли самого себя, и продюсировал три киноленты, в том числе одну, болливудский мюзикл «Люблю тебя, Хамеша», — как главный продюсер. Ещё одно его появление на экране состоялось в программе Family Feud (в России лицензирована как «Сто к одному»), где он выступал со своей семьёй.
Амритрадж владеет расположенной в Калифорнии фирмой First Serve Entertainment, специализирующейся на выпуске мультимедийных программ для азиатско-американских потребителей. Его компания участвовала в освоении индийского рынка Walt Disney Company, ESPN и TNT.

### Фильмография
| Год       |   | Русское название                     | Оригинальное название         | Роль               |
| --------- | - | ------------------------------------ | ----------------------------- | ------------------ |
| 1983      | ф | Осьминожка                           | Octopussy                     | Виджай             |
| 1986      | с | Последний участок                    | The Last Precinct             | Альфабет           |
| 1986      | ф | Звёздный путь 4: Путешествие домой   | Star Trek IV: The Voyage Home | Капитан звездолёта |
| 1986—1987 | с | Ну что за страна!                    | What a Country!               | Али Надим          |
| 2001      | с | Крутой Уокер: правосудие по-техасски | Walker, Texas Ranger          | Доктор             |